# Alexandre Comyn
Alexandre Comyn, 6e comte de Buchan, (né vers 1217 et mort en 1289) est un magnat scoto-normand de la famille Comyn. Il est l'un des personnages les plus influents du royaume d'Écosse au XIIIe siècle. Il est deux fois Gardien de l'Écosse.

## Biographie
Alexandre Comyn est le fils de William Comyn comte de Buchan de jure uxoris et de Marjory († v. 1244), comtesse de Buchan, la fille et héritière du dernier des Mormaers gaëliques de Buchan, Fergus.
Pendant sa très longue carrière, Alexandre fut Justiciar d'Écosse (1258–89), connétable d'Écosse (1275–89) office héréditaire dans lequel il succède à son beau-père, Sheriff de Wigtown (1263–66), Sheriff de Dingwall (1264–66), bailli d'Inverie en Knoydart et finalement deux fois gardien de l'Écosse en 1249-1255 et 1286–1289 pendant la minorité d'Alexandre III d'Écosse et le premier interrègne qui a suivi la mort de ce roi. En février 1284 avec les autres nobles d'Écosse il reconnaît Marguerite de Norvège la petite-fille du défunt souverain comme son héritière. Il meurt peu après le 10 juillet 1289.

## Union et postérité
Alexandre laisse au moins neuf enfants de son union avec Elisabeth  (née 1220 † 1282), fille de Roger de Quincy, 2e comte de Winchester :
- John Comyn, 7e comte de Buchan
- Roger
- Alexander Comyn (mort vers 1308), shérif d'Aberdeen, épouse Jeanne, sœur de William le Latimer dont issu. Henri de Beaumont réclamera le comté de Buchan comme époux de leur fille Alicia Comyn[4]
- William Comyn, Prévôt de l'église Sainte-Marie de Saint-Andrews (mort en 1334/1337)
- Marjorie Comyn, épouse de Patrick IV Dunbar, 8e comte de Dunbar
- Emma Comyn, épouse Maol Íosa III, comte de Strathearn
- Elisabetha Comyn, épouse Gilbert de Umfraville, 1er comte d'Angus
- Elena Comyn, épouse Sir William de Brechin
- Annora Comyn, épouse Nicolas de Soules.

## Sources
- (en) Cet article est partiellement ou en totalité issu de l’article de Wikipédia en anglais intitulé « Alexander Comyn » (voir la liste des auteurs).
- (en) Thomas Rymer,Foedera Conventiones, Literae et cuiuscunque generis Acta Publica inter Reges Angliae. Londres, 1745. (Latin)
- (en) Alan Young, Robert the Bruce's Rivals: The Comyns, 1213-1314, (East Linton, 1997)